# Naro-1
Naro-1 (del coreano: 나로호), anteriormente denominado KSLV (Korean Space Launch Vehicle) es la primera lanzadera espacial de Corea del Sur. El 30 de enero de 2013, tras dos intentos fallidos, el cohete logró poner en órbita el satélite STSAT-2C.
Inicialmente se pretendía que la tecnología de la lanzadera fuese totalmente nacional, pero en 2005 se decidió utilizar la primera etapa del cohete ruso Angara, mientras que la segunda etapa estaría a cargo del Instituto de Investigación Aeroespacial de Corea.

## Historia
En 1992, la República de Corea desarrolló y lanzó distintos satélites y cohetes en el exterior, tales como los cohetes sonda KSR-I y KSR-II. En el año 2000 Corea comenzó a construir el Centro Espacial NARO con ayuda rusa en el condado de Goheung-gun. El puerto espacial fue inaugurado el 28 de noviembre de 2002 con el lanzamiento del cohete sonda KSR-III. En 2002 fue anunciado el proyecto de crear un pequeño lanzador satelital con tecnología basada en el KSR-III. El lanzador sería completamente nacional y utilizaría el motor de 122.500-kilonewton LOx/Queroseno del KSR-III.
Sin embargo, en marzo del mismo año se iniciaron negociaciones con la empresa rusa GKNPTs Khrunichev sobre la posibilidad de desarrollar juntos un lanzador. En 2005 fue anunciado que se utilizaría la primera etapa de un cohete Angara con un motor RD-191. Según Khrunichev, ganó la licitación surcoreana tras una feroz competencia con varios otros contendientes internacionales, sin embargo, las empresas estadounidenses rechazaron participar en la licitación debido a presiones del gobierno estadounidense por temor a la proliferación de la tecnología con potencial uso militar. Debido a esto, Corea del Sur se unió al Régimen de control de tecnología de misiles y la Roscosmos revisó toda la documentación del lanzador y del centro de lanzamiento.
El vehículo fue presentado oficialmente en octubre de 2008. El coste total del desarrollo del proyecto fue de 500 billones de wones.

## Lanzamientos

### Primer lanzamiento
El primer lanzamiento se llevó a cabo el 25 de agosto de 2009. La primera etapa rusa funcionó de manera correcta, y tuvo una separación de la segunda etapa exitosa, sin embargo, una de las cofias no se separó. El peso extra hizo que el cohete se volcara hacia arriba y fuera expulsado de su trayectoria prevista, elevándose 20 kilómetros por encima de la altitud planificada antes de desintegrarse en la atmósfera.

### Segundo lanzamiento
El segundo lanzamiento tuvo lugar el 10 de junio de 2010. Pero el vuelo terminó 137 segundos después (2 minutos y 17 segundos) cuando se perdió contacto con el cohete. El entonces Ministro de Ciencia y Tecnología Ahn Byung-man comentó a los periodistas que el cohete había explotado en vuelo.
Un total de 26 ingenieros (trece rusos y trece surcoreanos) formaron una Junta de Revisión de Fallas y se reunieron en agosto de 2010 para discutir el lanzamiento. Sin embargo, tres meses después de la creación de la junta todavía no se había determinado cual fue la causa de la explosión.
Una investigación independiente rusa determinó que la falla se dio en la segunda etapa surcoreana.

### Tercer lanzamiento
El tercer lanzamiento fue aplazado múltiples veces debido a fallas eléctricas. Finalmente, el 30 de enero de 2013 el cohete despegó y logró colocar el satélite STSAT-2C en una órbita terrestre baja.
| Fecha/Hora (UTC)            | Cargamento | Resultado | Notas                                                                    | Imagen |
| --------------------------- | ---------- | --------- | ------------------------------------------------------------------------ | ------ |
| 25 de agosto de 2009, 17:00 | STSAT-2A   | Fracaso   | La cofia no se separó correctamente                                      |        |
| 10 de junio de 2010, 08:01  | STSAT-2B   | Fracaso   | La señal se perdió 137 segundos después del lanzamiento, causa disputada |        |
| 30 de enero de 2013, 07.00  | STSAT-2C   | Éxito     |                                                                          |        |

## Impacto político
El tercer lanzamiento del Naro-1 ocurrió un mes después del primer lanzamiento orbital exitoso de Corea del Norte, y del anuncio de que Corea del Norte tenía planes para una tercera prueba nuclear. El Contraalmirante de la Armada china Yin Zhuo dijo que Corea del Sur estuvo compitiendo con Japón para recibir ayuda de los Estados Unidos, y que este lanzamiento apunta a mejorar la relación con los Estados Unidos.

## Sucesor
Desde antes del fin del programa, se empezó a diseñar un sucesor para el Naro-1. Esta vez la lanzadera sería completamente nacional, denominada KSLV-2 y tendrá la capacidad de poner una carga de 1.5 toneladas en una órbita de entre 600 y 800 kilómetros de altitud. La Roscosmos ha mostrado su interés de volver a formar parte el proyecto.
En 2016 se llevaron a cabo pruebas avanzadas de los motores de la nueva lanzadera. Sus lanzamientos están previstos para 2021.